# 슬라티바트패스트
슬라티바트패스트(Slartibartfast)는 더글러스 애덤스가 지은 코믹 SF인 은하수를 여행하는 히치하이커를 위한 안내서에 등장한다. 슬라티바트패스트는 첫 번째와 세 번째 소설에 등장하고, 첫 번째와 세 번째 라디오 시리즈와, 1981년의 텔레비전 시리즈와 2005년 필름에 나왔다.
슬라티바트패스트는 행성 디지이너인 마그라테아인이다. 그가 그의 일중에서 제일 좋아하는 부분은 해안선을 만드는 일이고, 지구의 노르웨이에 피오르드를 만들어서 유명해졌고, 그 일로 그는 상을 타게 되었다. 나중에 아서 덴트와 포드 프리펙트는 고대의 지구에서, 노르웨이의 깊은 빙하안에 있는 슬라티바트패스트의 서명을 보게 된다.
Earth Mk. II를 만들때, 슬라티바트패스트는 아프리카 대륙을 배정받았다. 그는 그것에 대해서 불만족했는데, 그건 그가 피오르드를 더 만들 수 없기 때문이었는 이유었다. 지구를 만들 필요가 없어졌을 때, 지구의 주인인 생쥐들이 그가 만들어 놓은 빙하로 스키 휴가나 즐기라는 말에 슬라티바트패스트는 매우 싫증을 내었다.
삶, 우주, 그리고 모든 것에서 슬라티바트패스트는 실시간 캠페인에 아르바이트를 하게 된다. 이 실시간 캠페인에서는 시간여행을 해서 세계를 날조하는 것을 막으려고 한다. 그는 아서 덴트와 포드 프리펙트를 로즈 크리켓 경기장에서 그의 우주선인 비스트로매틱호에 태우게 되고, 크리킷 로봇들이 크리킷 행성을 풀어줄 위켓 게이트를 조립하는 것을 막으려고 노력하지만 실패하고 만다.
슬라티바트패스트는 이 책들에 등장하였다:
- 은하수를 여행하는 히치하이커를 위한 안내서
- 삶, 우주, 그리고 모든것들